# Hypanthidioides marginata
Hypanthidioides marginata is een vliesvleugelig insect uit de familie Megachilidae. De wetenschappelijke naam van de soort is voor het eerst geldig gepubliceerd in 1993 door Moure & Urban.